# 鋸琴

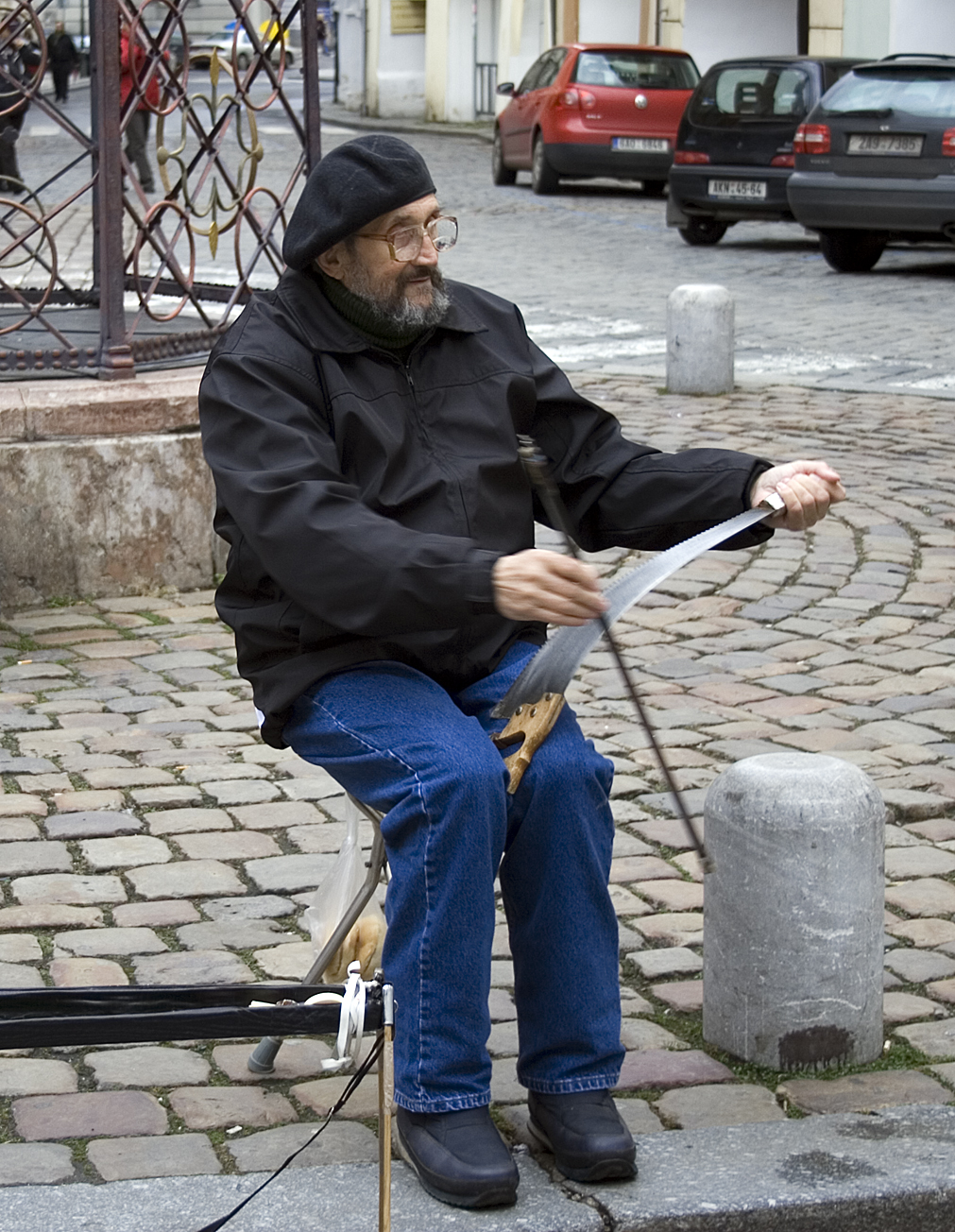
演奏鋸琴

鋸琴（英語： 或 Singing saw）是將手鋸，一般為大號手鋸用於演奏的樂器。整件樂器由琴身即鋸片、鋸座及鋸把組成，有的還帶有鋸齒。按照薩克斯-霍恩博斯特爾分類法，鋸琴屬於摩擦類非膜質打擊樂器/體鳴樂器，琴聲飄渺幽婉和特雷門琴音色相似。
鋸琴起源於十七世紀的意大利，之後逐漸流傳開來，在1900年代受到大眾的喜愛，但由於演奏方式難以拿捏，加之製作鋸琴的廠商日漸減少，目前是不太常用的樂器。比較著名的片段是電影《黑店狂想曲》（法文：Delicatessen ）男主人翁演奏的片段。。在小羊肖恩的某一集里，比泽尔也有拿手鋸表演鋸琴。